# Nile Breweries FC
El Nile Breweries FC es un equipo de fútbol de Uganda que juega en la Uganda Big League, la segunda liga de fútbol más importante del país.

## Historia
Fue fundado en la ciudad de Jinja y su nombre se debe al principal patrocinador del club, la Nile Breweries Limited, empresa productora de cerveza. El club ha sido campeón de la Superliga de Uganda en una ocasión en 1980, su primer título importante hasta el momento, además de haber disputado 4 finales de la Copa de Uganda.
Han disputado más de 20 temporadas en la máxima categoría, disputando más de 500 partidos en la primera división y anotando más de 900 goles, ubicado entre los clubes con más participaciones en la Superliga de Uganda.
A nivel internacional han disputado un torneo continental, la Copa Africana de Clubes Campeones 1981, en la cual fueron eliminados en la segunda ronda por el Al-Ahly SC de Egipto.

## Palmarés
- Superliga de Uganda: 1

1980
- Copa de Uganda: 0
  - Finalista: 4

1982, 1991, 1992, 1996

## Participación en competiciones de la CAF
| Temporada | Torneo                            | Ronda | Club           | Casa | Visita | Global |
| --------- | --------------------------------- | ----- | -------------- | ---- | ------ | ------ |
| 1981      | Copa Africana de Clubes Campeones | 1     | TP USCA Bangui | 2-1  | w.o.1  | 2-1    |
| 1981      | Copa Africana de Clubes Campeones | 2     | Al-Ahly SC     | 2-0  | 0-5    | 2-5    |

1- USCA Bangui abandonó el torneo antes de jugar el partido de vuelta.